# Bitwa pod Wayna Daga
Bitwa pod Wayna Daga (zwana w Etiopii bitwą na winnym wzgórzu lub bitwą nad jeziorem Tana) – starcie zbrojne, które miało miejsce 21 lutego 1543 w trakcie wojny Etiopii z Afarami (1529–1543). Była to decydująca bitwa konfliktu Etiopii z Sułtanatem Adal. Z uwagi na uczestnictwo w bitwie wojsk tureckich i portugalskich zaliczana jest również do wydarzeń militarnych wojny turecko-portugalskiej toczonej w latach 1538–1557.
Armia etiopsko-portugalska pod wodzą młodego cesarza Klaudiusza zwyciężyła siły muzułmańskie Sułtanatu Adal (Afarów) dowodzone przez imama Ahmada ibn Ibrahima al-Ghaziego. W trakcie bitwy śmierć poniósł Ahmad, który zginął z ręki portugalskiego muszkietera po tym, jak sam wtargnął w szeregi muzułmańskie. Po śmierci władcy armia muzułmańska rozproszyła się, a żołnierze zbiegli z pola bitwy.
Małżonka Ahmada, Bati del Wambara, wraz z czterdziestoma pozostałymi przy życiu żołnierzami uciekła do miejscowości Harer. Jej syn dostał się do niewoli etiopskiej. Jakiś czas później został wymieniony za brata cesarza etiopskiego Minasa.